# 행복 (2005년 영화)
행복(Stesti, Something Like Happiness)은 독일에서 제작된 보단 슬라마 감독의 2005년 드라마 영화이다. 파벨 리스카 등이 주연으로 출연하였고 칼 바움가트너 등이 제작에 참여하였다.

## 출연

### 주연
- 파벨 리스카
- 타티아나 빌헬모바

### 조연
- 안나 게이슬러로바
- 마렉 다니엘
- 볼레크 폴리프카
- 시모나 스타소바
- 마틴 휴바

## 제작진
- 미술: 페트르 피스텍
- 미술: 잔 노보트니